# SMS Stein
Le SMS Stein est une corvette qui a servi dans la marine impériale allemande de 1880 à 1920. Le navire a été nommé d'après l'homme d'état Prussien Heinrich Friedrich Karl vom Stein.